# Stangenwaffe (Heraldik)
Stangenwaffen (Speere, Lanzen, Spieße, Hellebarden, Piken und so weiter) sind in der Heraldik gemeine Figuren. Die stilisierten Darstellung einer Stangenwaffe in einem Wappen verhindert manchmal ihre eindeutige Identifizierung (z. B. ist eine Hellebarde manchmal schwer von einer Barte oder einer Streitaxt zu unterscheiden). Daher muss durch die Wappenbeschreibung präzisiert werden, welche Art der Stangenwaffe im Wappen dargestellt wird. Obwohl Stangenwaffen zu den ältesten Waffen des Menschen gehören und im Laufe der Zeit vielfältige Entwicklungen erfuhren, sind sie als Wappenfigur nicht so häufig anzutreffen wie beispielsweise das Schwert.

## Darstellung
Da die Funktionen der Stangenwaffen sehr vielfältig sind (Jagd-, Kriegs-, Stoß-, Wurf-, Turnier-, Präsentations-, Richtwaffen), finden sich in der Heraldik zahlreiche Darstellungsformen der Stangenwaffen (zum Beispiel als komplette Stangenwaffe, als Stangenwaffenspitze, als Fahnenstange). Alle besonderen Attribute und Formen einer Stangenwaffe sind zu melden. Oft wird eine Stangenwaffe von einem Tier oder einem Menschen gehalten, gestoßen oder geworfen. Gelegentlich spießen Stangenwaffen ein Lebewesen oder ein Ding auf oder werden als Tötungsmittel abgebildet (zum Beispiel bei einer Jagd- oder Kriegsdarstellung). Stangenwaffen werden einzeln, häufig auch paarweise und gekreuzt oder in einer sternförmigen Dreiergruppe übereinander gelegt dargestellt, kommen aber auch in größeren Gruppen vor. Alle heraldischen Farben sind bei Stangenwaffen möglich. Eine besondere Verbreitung haben Stangenwaffen in der Polnischen Heraldik erfahren.
Wenn Ritter oder Reiter in einem Wappen abgebildet werden, dann halten diese häufig eine Lanze, an der quer ein Stab mit einem Stück Zeug aufgehängt ist („gefähnelte Lanze“, vgl. Banner).

## Bedeutung
Die Bedeutungen der Stangenwaffen in der Heraldik sind genauso vielfältig wie ihre Funktionen. Gerne wird die Stangenwaffe im Zusammenhang mit der christlichen Symbolik verwendet. Zum Beispiel steht die Hellebarde für Matthäus, die Lanze für die Apostel Matthäus oder Thomas sowie als Anspielung auf die Heilige Lanze, mit welcher der Tod Jesu überprüft wurde. Stangenwaffen sind auch Attribute von Heiligen und Märtyrern, wie zum Beispiel dem Heiligen Georg und vom Heiligen Moritz. Allgemein sind Stangenwaffen in der Heraldik:
- ein Zeichen von weltlicher und kirchlicher Macht (ein Speer ist für Könige u. a. ein Symbol der Übergabe von Reich und Land)
- ein Symbol des niederen Adels (das Schwert repräsentiert den Hochadel)
- ein Rechtssymbol des männlichen Prinzips („Speer“ bedeutet in der älteren und gesetzlichen Sprache „Mann/Mannesstamm“)
- ein Symbol für Wehrhaftigkeit/Heereskraft
- redend als Anspielung auf einen Beruf oder eine Tätigkeit - Jäger, Soldat, Förster ...
- ebenso für einen Familiennamen wie „Spieß“, „Stecher“, „Lanssenstill“, „Heer“ ...

## Galerie Speer

Goldener Speer und goldene Rodungshaue in schräger Kreuzung (Grafrath)
Gekreuzte Heuliecher (Heuhaken), die oft mit Speeren verwechselt werden (Heubach)
Krieger in der Rechten silberner Speer mit goldenem Schaft (Menziken)
Friese mit Speer (Rüstringen)
Wurfspeer im Wappen von Stammham (bei Ingolstadt)

## Galerie Lanze

Lanze (Schwadernau)
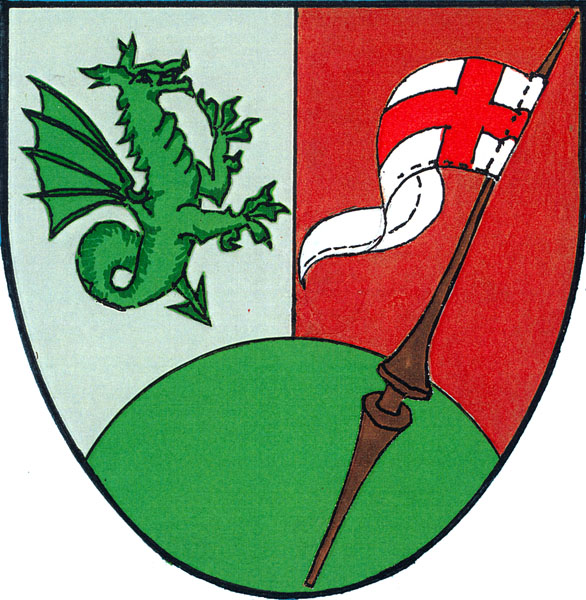
Gefähnelte Lanze (Mnetěš)
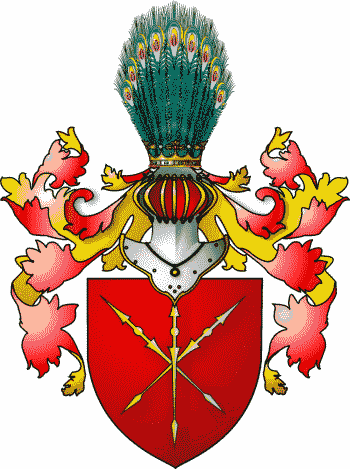
Lanze (Wappen der Szlachta)
Lanzenspitze (Forchheim am Kaiserstuhl)
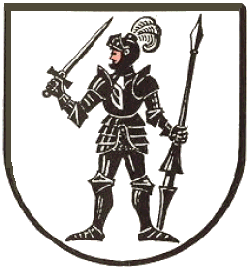
Ritter mit Lanze (Siglingen)
Gekreuzte Lanzen, von einem Legionärsschild überdeckt (Vachendorf)
Friesische Lanze im Wappen von Wilhelmshaven
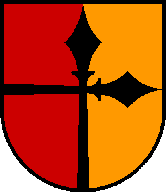
Gekreuzte Lanzenspitzen verweisen auf die Passionsspiele von Thiersee in Tirol

## Galerie Hellebarde

Morgenstern und Hellebarde, gekreuzt: Alkoven (Oberösterreich)
Gezungter Bär hält Hellebarde (Haiming)
Gekreuzte Hellebarden (Hallstadt bei Bamberg)
Gekreuzt eine gebrochene Lanze und eine Hellebarde (Hemmingstedt)
Frau mit Hellebarde (Nordhastedt)
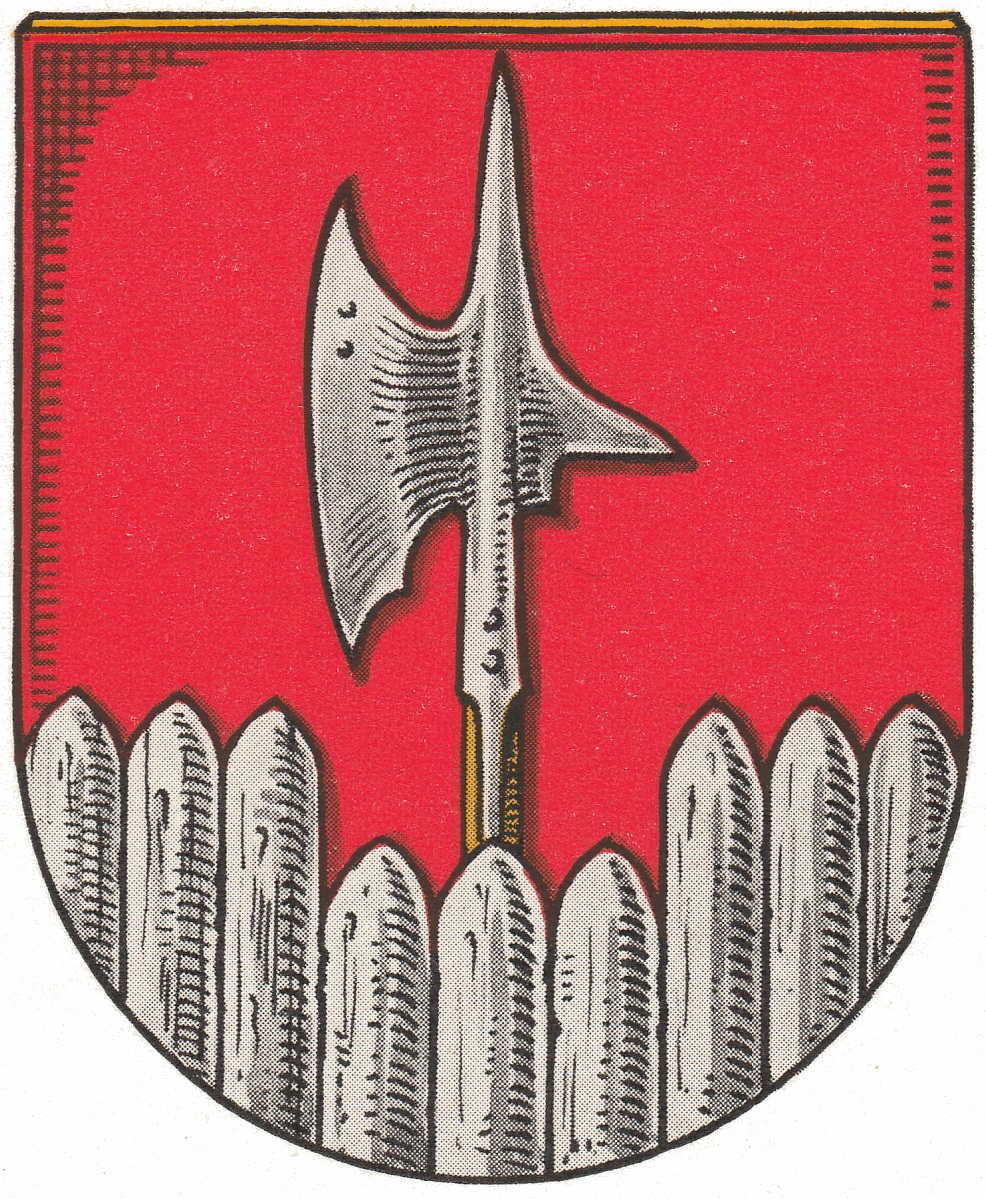
Hellebarde wächst hinter einer Palisade (Ohlenrode)
Gerüsteter Mann mit Hellebarde (Roding)
Landsknecht mit Hellebarde (Tafers FR)
Hellebarde (Untereisesheim)
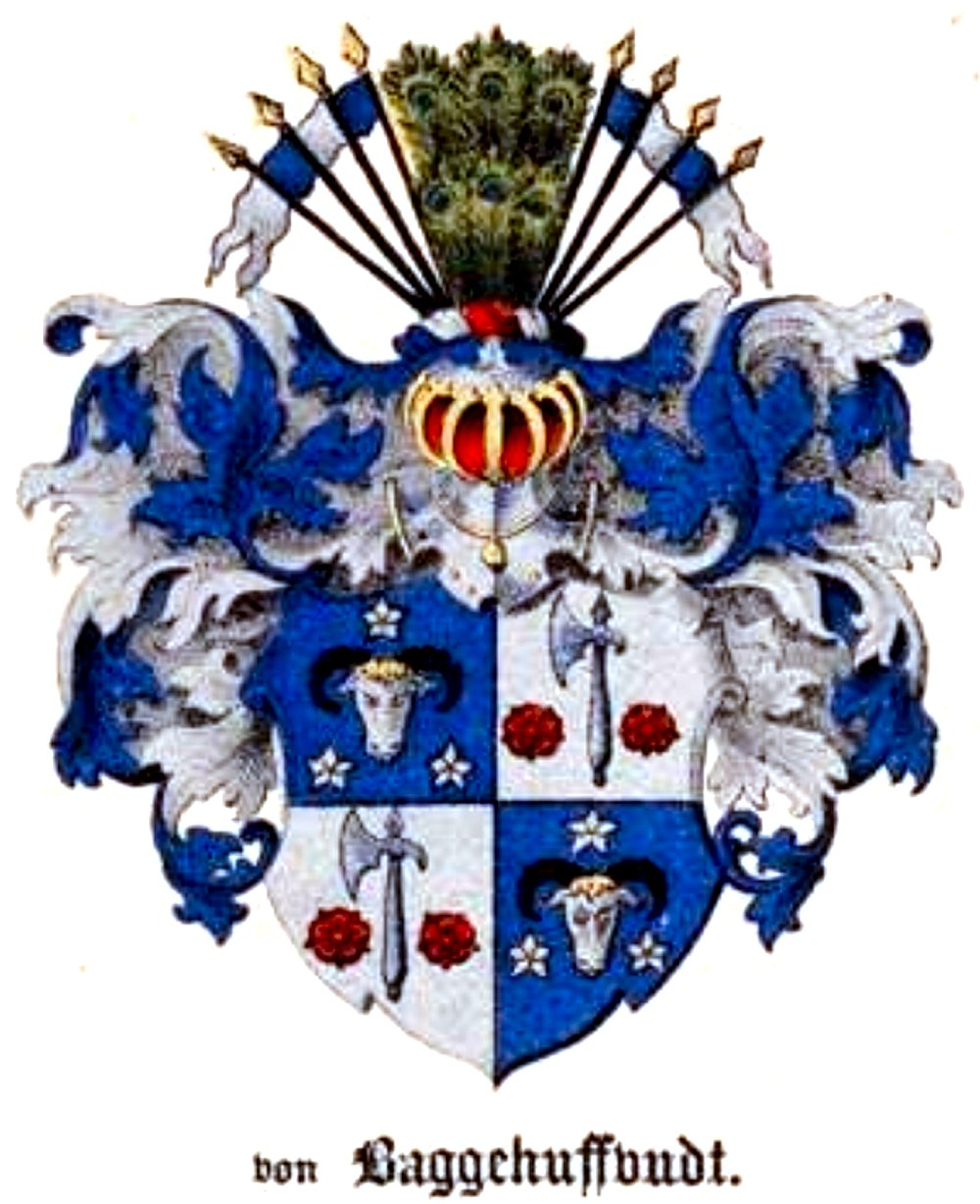
Streitaxt (Wappen der Familie Baggehufwudt)

## Galerie Spieß und anderes

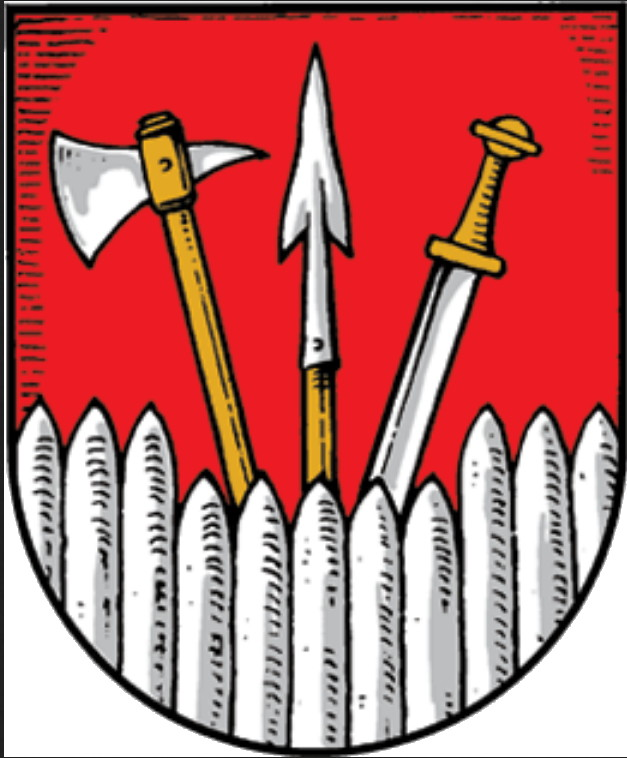
Verschiedene Waffen (Hesedorf)
Schwert in verwechselten Farben (Hörgertshausen)
Dolch (Tägerwilen)
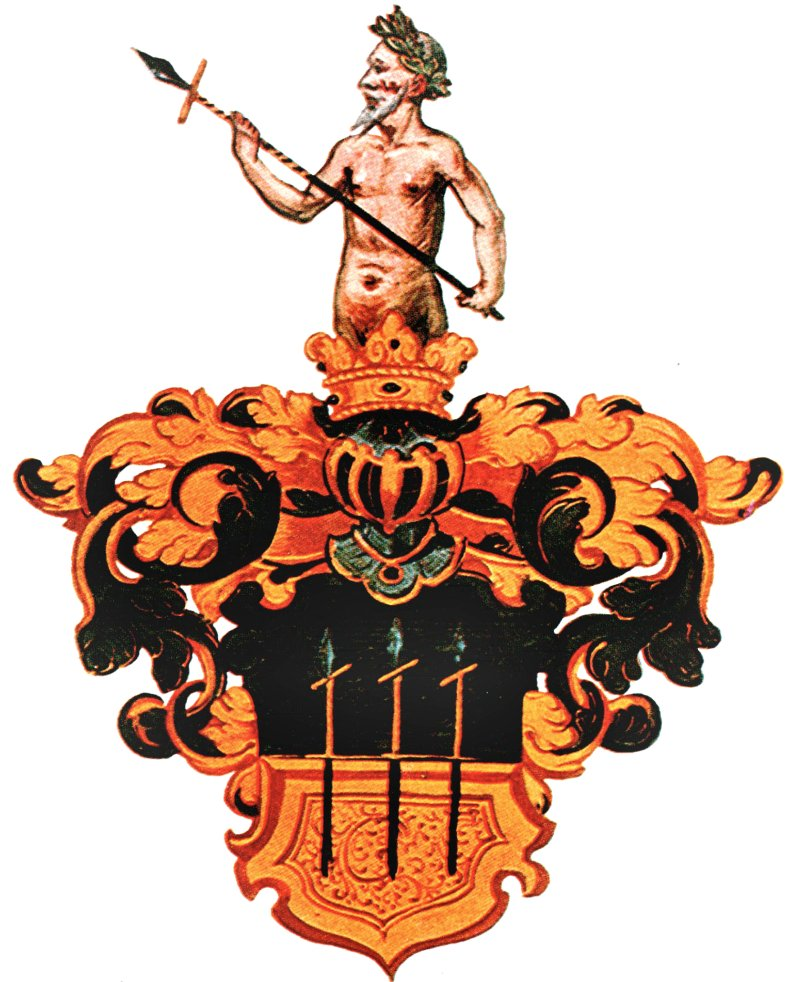
Spieße im Wappen der Familie Manndorff
Die Gleve (Lanze des heiligen Sergius)
Messer als Attribut in Bartholomä

## Weiterführende Themen
- Barte (Heraldik)
- Georg (Heiliger)#Heraldik
- Saufeder#Wappen
- Dreizack (Heraldik)
- Glefe